# Ürzhar Aūdany
Ürzhar Aūdany är ett distrikt i Kazakstan.   Det ligger i oblystet Östkazakstan, i den östra delen av landet, 900 km sydost om huvudstaden Astana.